# 筒
筒（つつ）とは、細長い棒状の物体で、中心がくり抜かれているもの。類義語にパイプ、チューブ、管などがあるが、それぞれ指す対象が僅かに異なり、筒といった場合には通常、比較的剛性が高く、自由な変形はしないものをさす。

## 特徴
中空であり、その中を流体を通して運搬できる事から、各種の配管、樋などに共通して見られる形状である。
力学的特性として、おなじ質量であれば中身の詰まった棒よりも、曲げや圧縮に強くなるため、各種の構造部材として用いられる。飛行のために軽いほうが有利となる鳥の骨格なども筒状の骨で構成されている。

## 火器の「筒」
銃や大砲等の火器の銃砲身（バレル）をさして、筒という。また転じて銃や大砲そのものを筒と称する事もある（例：大砲の異名である大筒など）。

## 食器・茶器の筒
日本茶を入れる茶筒や仲間に棗、薄茶器、茶入がある。茶巾をしまう茶巾筒などがある。